# Мото триал
Мото триал е моторен спорт, който е съсредоточен не върху скоростта, а в баланса и контрола на мотоциклета. Спортът е най-популярен във Великобритания и Испания, но има участници от цял свят.
Състезанията се провеждат на открито или закрито. Препятствията са изкуствено създадени или естествени такива. Целта на състезателя е да премине през всички препятствия без да докосва земята с крака. За тази цел мотоциклетите, които се използват са специално създадени да бъдат максимално леки, без седалка (защото са създадени да се карат прави) и късо окачване.
Основни производители на триал мотоциклети са Gas Gas, Beta, Sherco, Montesa Honda, Scorpa и OSSA.
Триал състезания има не само с мотори, но и с дуги превозни средства като автомобили, камиони, велосипеди и други.